# Лонкі-Ворцинське сільське поселення
Ло́нкі-Ворци́нське сільське поселення — муніципальне утворення в складі Ігринського району Удмуртії, Росія. Адміністративний центр — присілок Лонкі-Ворци.
Населення — 643 особи (2015; 647 в 2012, 655 в 2010).

## Склад
До складу поселення входять такі населені пункти:
| Населений пункт       | Населення, осіб (2010) | Населення, осіб (2012) |
| --------------------- | ---------------------- | ---------------------- |
| Лонкі-Ворци, присілок | 411                    | 403                    |
| Малі Мазьгі, присілок | 53                     | 54                     |
| Порвай, присілок      | 191                    | 190                    |